# Vinhós (Peso da Régua)
Vinhós é uma povoação portuguesa do Município do Peso da Régua que foi sede da extinta Freguesia de Vinhós, freguesia que tinha 8,47 km² de área e 499 habitantes (2011), e, por isso, uma densidade populacional de 58,9 hab/km².
A Freguesia de Vinhós foi extinta (agregada), pela última Reorganização administrativa do território das freguesias, de acordo com a Lei nº 11-A/2013 de 28 de Janeiro, tendo o seu território sido agregado ao da Freguesia de Moura Morta (Peso da Régua) para passarem a constituir a União das Freguesias de Moura Morta e Vinhós com sede executiva em Moura Morta.

## População
| 1940  | 1950  | 1960  | 1970 | 1981 | 1991 | 2001 | 2011 |
| 1 306 | 1 212 | 1 244 | 997  | 798  | 866  | 551  | 499  |

(Obs.: Número de habitantes "residentes", ou seja, que tinham a residência oficial neste concelho à data em que os censos  se realizaram.)
Criada pelo decreto-lei nº 23.331, de 11/12/1933, com lugares da freguesia de Sedielos